# سونيا ديبتي
سونيا ديبتي (بالإنجليزية: Sonia Deepti)‏ هي عارضة وممثلة هندية، ولدت في 29 يوليو 1984 في حيدر آباد في الهند. من الجوائز التي نالتها جائزة فيلم فير جنوب.

## جوائز
- جائزة فيلم فير جنوب

## وصلات خارجية
- سونيا ديبتي على موقع IMDb (الإنجليزية)